# Frithia pulchra
Frithia pulchra, és una espècie de planta amb flors de la família de les aïzoàcies (Aizoaceae).

## Descripció
És una petita suculenta sense tija que creix fins als 10 cm d'alçada i 20 cm d'amplada, té fulles bulboses oblongues amb finestres epidèrmiques a la punta; i les seves flors són magentes i blanques com les margarides a l'hivern. Durant períodes de sequera té la capacitat d'arronsar sota de la superfície del sòl, evitant així una dessecació excessiva, però fent-ho extremadament difícil de trobar.
No sobreviu a les gelades, de manera que a les zones temperades s'ha de cultivar sota vidre. Al Regne Unit, ha obtingut el Premi al mèrit del jardí de la Royal Horticultural Society.

## Distribució i hàbitat
És endèmica de la província sud-africana de Gauteng, on està classificat com a "Vulnerable" per Llista Vermella de la UICN.
El seu hàbitat natural creix en les pastures temperats amb abundants precipitacions a l'estiu.

## Taxonomia
Frithia pulchra va ser descrita per Nicholas Edward Brown i publicat a A Manual of the Flowering Plants and Ferns of the Transvaal 1: 41, 162. 1926.
Etimologia
Frithia: nom en honor del jardiner de Johannesburg Frank Frith, que va mostrar exemplars a N.E. Brown, botànic de Kew Gardens, mentre estava de visita a Londres, Regne Unit, el 1925.
pulchra: epítet llatí que significa "bella", "bonica".

## Galeria

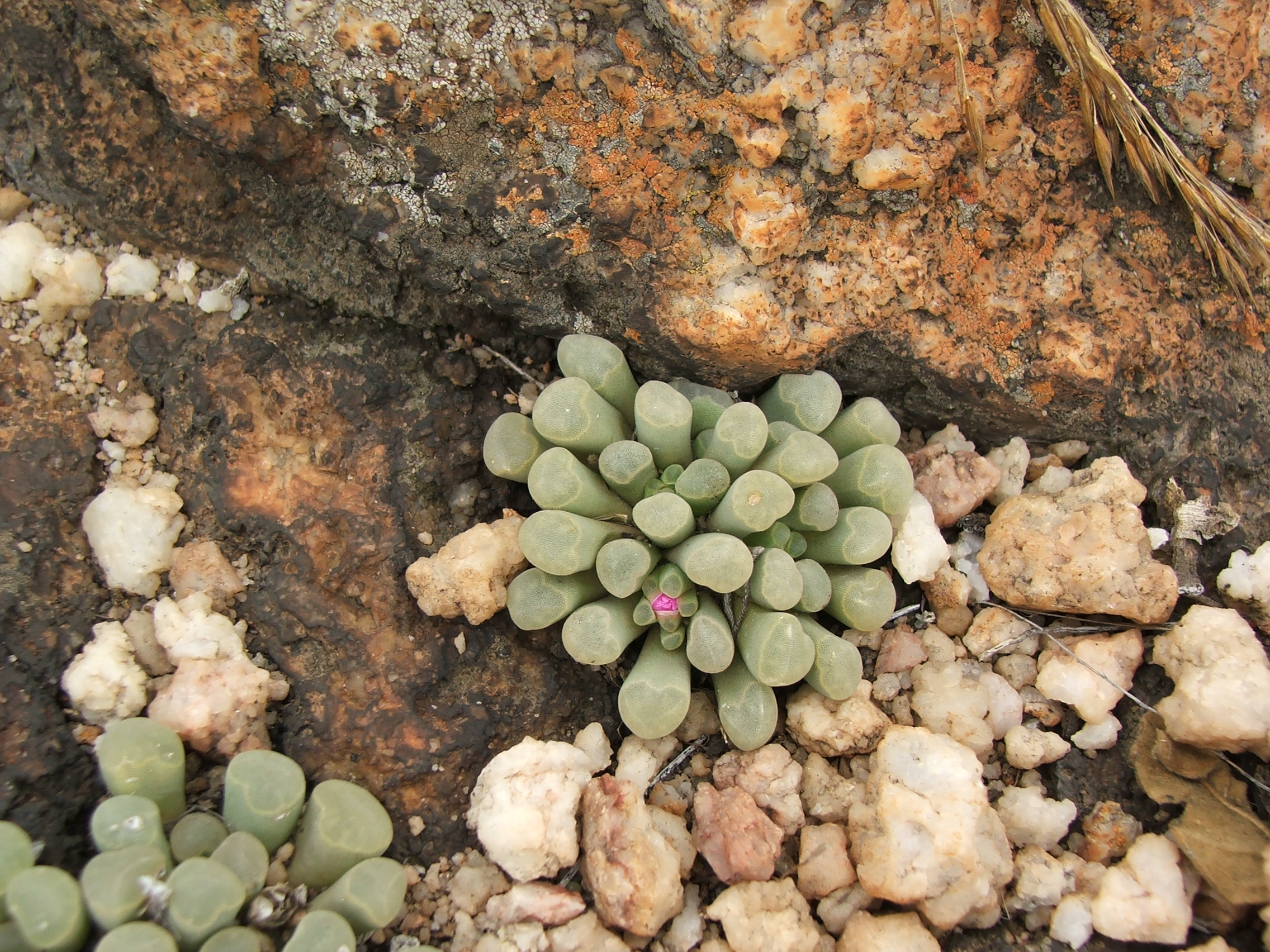
Planta salvatge
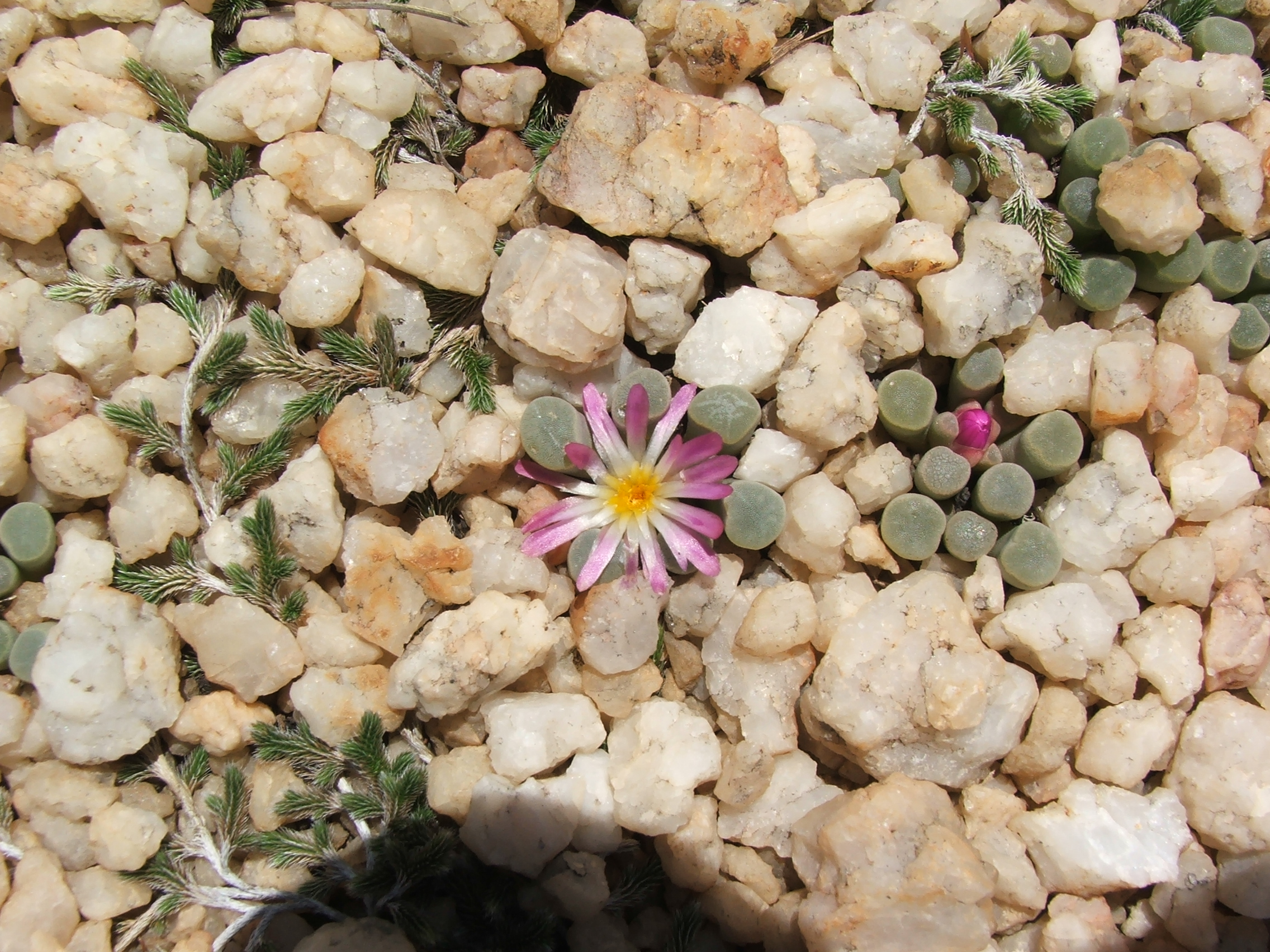
Floració al seu hàbitat natural
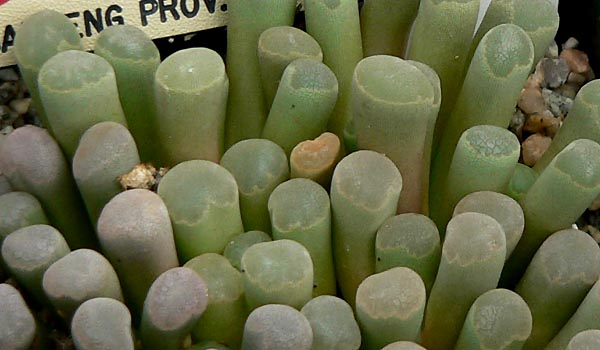
Jardí botànic de la universitat de Califòrnia a Berkeley